# Most tisočletja, London
Most tisočletja, uradno znan kot London Millennium Footbridge, je jeklen viseči most za pešce, ki prečka reko Temzo v Londonu v Angliji in povezuje Bankside s City of London. Je v lasti in vzdrževanju Bridge House Estates, dobrodelnega sklada, ki ga nadzoruje City of London Corporation. Gradnja se je začela leta 1998, prvotno pa je bil odprt 10. junija 2000.
Londončani so mu nadeli vzdevek »Wobbly Bridge« po tem, ko se je na dan odprtja neprijetno zibal. Most so zaprli kasneje istega dne in po dveh dneh omejenega dostopa so ga znova zaprli za skoraj dve leti, da bi lahko izvedli spremembe in popravila za stabilnost. Ponovno so ga odprli februarja 2002.
Most stoji med mostom Southwark in Blackfriars Railway Bridge. Njegov južni konec je v bližini gledališča Globe, galerije Bankside in galerije Tate Modern, medtem ko je severni konec poleg šole City of London pod stolnico sv. Pavla. Poravnava mostu je taka, da južna fasada sv. Pavla zapira pogled vzdolž mostu z druge strani, podporni elementi mostu pa jo uokvirjajo.

## Oblikovanje
Zasnova mostu je bila predmet natečaja, ki sta ga leta 1996 organizirala Southwark Council in RIBA Competitions. Zmagovalni predlog je bil inovativen »rezilo svetlobe« podjetja Arup Group, Foster and Partners in sir Anthony Caro. Zaradi omejitev višine in za izboljšanje pogleda je imela konstrukcija mostu podporne kable pod nivojem krova, kar je dalo zelo plitek profil. Most ima dva rečna stebra in je sestavljen iz treh glavnih delov 81 m, 144 m in 108 m (sever proti jugu) s skupno dolžino konstrukcije 325 m; aluminijasta plošča je široka 4 m. Osem obešalnih kablov je napetih tako, da s silo 2000 ton vlečejo proti stebrom, postavljenim v vsakem bregu – dovolj, da prenese delovno obremenitev 5000 ljudi na mostu hkrati.

## Gradnja
Običajno je za mostove čez reko Temzo potreben zakon parlamenta. Pri tem mostu se je temu izognila londonska pristaniška uprava, ki je podelila licenco za strukturo, ter City of London in londonsko okrožje Southwark, ki sta izdala dovoljenje za načrtovanje. Gradnja se je začela konec leta 1998, glavna dela pa sta 28. aprila 1999 začela Monberg & Thorsen in Sir Robert McAlpine. Končni stroški so znašali 18,2 milijona funtov (2,2 milijona funtov nad proračunom), ki sta jih v glavnem plačala Millennium Commission in London Bridge Trust.

## Otvoritev
Most so odprli 10. junija 2000 z enomesečno zamudo.
Nepričakovane bočne vibracije zaradi resonančnega strukturnega odziva so povzročile, da so most 12. junija zaprli zaradi sprememb. Poskusili so omejiti število ljudi, ki so prečkali most, kar je privedlo do dolgih čakalnih vrst, vendar je bilo neučinkovito ublažiti tresljaje. Zaprtje mostu le dva dni po odprtju je pritegnilo kritike javnosti kot še en odmeven projekt britanskega tisočletja, ki je doživel sramoten neuspeh, podobno kot so mnogi videli Kupolo tisočletja (Millennium Dome).
Vibracijo so pripisali premalo raziskanemu pojavu, pri katerem imajo pešci, ki prečkajo most, ki bočno niha, nezavedno nagnjeni k prilagajanju svojih korakov nihanju, kar stanje le še poslabša. Nagnjenost visečega mostu k navpičnemu nihanju, ko čete korakajo po njem, je bila dobro znana, zato čete pri prečkanju takega mostu nehajo korakati skupaj kot enota. Primer je londonski most Albert Bridge, ki ima znak iz leta 1873, ki opozarja korakajoče vrste vojakov, naj prekinejo korak med prečkanjem.

## Resonanca
Premike mostu je povzročil pojav pozitivne povratne zanke, znan kot sinhrono bočno vzbujanje (synchronous lateral excitation). Naravno nihanje ljudi, ki hodijo, je povzročilo majhna bočna nihanja na mostu, kar je povzročilo, da so se ljudje na mostu zibali v koraku, kar je povečalo amplitudo nihanja mostu in nenehno krepilo učinek; največje nihanje je bil približno 70 milimetrov. Na dan odprtja je most prečkalo 90.000 ljudi, naenkrat jih je bilo na mostu do 2000.
Resonančni načini nihanja zaradi navpičnih obremenitev (kot so vlaki, promet ali pešci) in obremenitev vetra so pri načrtovanju mostov dobro razumljeni. V primeru Mostu tisočletja, ker je bočno gibanje povzročilo, da so pešci neposredno sodelovali pri mostu, načrtovalci niso predvideli načinov nihanja. Ko se most nagne na eno stran, se morajo pešci prilagoditi, da se ne prevrnejo in to storijo vsi hkrati. Učinek je podoben vojakom, ki korakajo, vendar vodoravno namesto navpično.
Tveganja stranskih vibracij pri lahkih mostovih so dobro znano. Vsak most s stranskimi frekvenčnimi načini, manjšimi od 1,3 Hz, in dovolj nizko maso bi lahko bil priča istemu pojavu z zadostno obremenitvijo pešcev. Večje kot je število ljudi, večja je amplituda vibracij. Drugi mostovi, ki so imeli podobne težave, so:
- Auckland Harbour Bridge, s stransko frekvenco 0,67 Hz med predstavitvijo leta 1975 [11]
- Most Birmingham NEC Link, s stransko frekvenco 0,7 Hz

### Ublažitev
Inženirji podjetja Arup, ki je zasnovalo most, so izvedli raziskavo nepričakovanega nihanja, ki so ga poimenovali 'sinhrono bočno vzbujanje'. Prve laboratorijske študije so uporabljale pešce na premikajočih se ploščadih na Univerzi v Southamptonu in Imperial College London. Kasneje leta 2000 je bil en razpon mostu opremljen z instrumenti in testiran z množico do 275 ljudi.
Sklenili so da narediti most bolj tog, da bi premaknili njegovo resonančno frekvenco iz območja vzbujanja, ni izvedljivo, saj bi to močno spremenilo njegov videz. Namesto tega je bila resonanca nadzorovana z naknadno vgradnjo 37 dušilcev viskozne tekočine za razpršitev energije. Ti vključujejo 17 blažilnikov v obliki črke V – dolgih opornikov v obliki črke V pod ploščami krova – za nadzor bočnega gibanja, 4 navpične blažilnike proti tlom za nadzor bočnih in navpičnih gibov ter 16 blažilnikov opornikov za nadzor bočnih in torzijskih gibov. Poleg tega 52 nastavljenih blažilnikov mase doda vztrajnost za nadzor navpičnega gibanja. Delo je trajalo od maja 2001 do januarja 2002 in je stalo 5 milijonov funtov. Po obdobju testiranja je bil most ponovno odprt 22. februarja 2002 in od tega datuma ni bil izpostavljen večjim tresljajem. Kljub uspešni ozdravitvi je vzdevek majajoči se most (še vedno v splošni rabi med Londončani).
- Dampers
- Blažilniki Chevron
- Dušilke navpične proti tlom
- Amortizerji opornika
- Premični konec blažilnika opornika
- Uglašen masni blažilnik

### Resonanca kabla
Umetniški izraz visokofrekvenčnih resonanc v kablih mostu je sredi leta 2006 raziskal Bill Fontana na razstavi Harmonic Bridge v Tate Modern. Ta je uporabil akustične pretvornike, nameščene na strateških lokacijah na kablih mostu Millennium, in signale teh pretvornikov je ojačal in dinamično porazdelil po turbinski dvorani Tate s programom, ki ga je Fontana vnesel v motor za razširjanje zvoka Richmond Sound Design AudioBox.

## Popravilo
Oktobra 2023 naj bi bil most zaprt za tri tedne, da bi omogočili popravila njegove površine, ki jih je izvedel FM Conway. Most so zaprli v soboto, 14. oktobra, ponovno pa naj bi ga odprli do 5. novembra.

## Millennium Inclinator
Kratka poševen elevator, znan kot Millennium Inclinator, je poleg severnega konca mostu Millennium. Odprli so ga decembra 2003, da bi pešcem omogočili premagovanje strmega pobočja (13,6°) Petrovega hriba od reke do vhoda na Most tisočletja brez uporabe alternativnih stopnic. Spodnji konec dvigala je na Pavlovi poti ob Temzi, zgornji konec pa je 26,85 metrov višje na Petrovem hribu na terasi, ki je v ravnini s krovom mostu. Nameščen je bil predvsem za tiste, ki ne morejo enostavno premagati strmih stopnic, kot so invalidi in starši z vozički.
Elevator je prvotno poganjal električni vlečni motor, ki ga je v Italiji izdelal Maspero Elevatori, s hitrostjo 0,5 metra na sekundo in največjo nosilnostjo 0,7 tone. Vendar pa je do leta 2010 odbor za načrtovanje in promet mesta London odločil, da je raven storitev nesprejemljiva, ker elevator pogosto ni deloval zaradi mehanskih okvar in vandalizma. Zato se je odbor strinjal, da ga bodo zamenjali s stroški do 750.000 funtov pravočasno za poletne paraolimpijske igre 2012.
Leta 2012 so izvedli velik projekt prenove in dvigalo je bilo pravočasno ponovno odprto, da so ga lahko uporabljali ljudje, ki so se udeležili tekmovanja za diamantni jubilej v Temzi 3. junija 2012, ki je potekalo približno mesec dni pred poletnimi olimpijskimi igrami 2012. Novo dvigalo je izdelalo podjetje Hütter Aufzüge iz Glinde, Schleswig-Holstein, Nemčija, proizvajalec dvigal, ki ga je leta 2013 prevzelo podjetje Otis Elevator Company. Montažo je izvedlo podjetje Axis Elevators. Po preureditvi območja leta 2021 je bilo dvigalo zaprto in ga bo nadomestilo dvižna ploščad.

## V popularni kulturi
- Most je prikazan v začetnih prizorih filmske različice Harry Potter in princ mešane krvi, kjer se most zruši po napadu jedcev smrti.
- Most se pojavi v filmu Marvel Cinematic Universe iz leta 2014 Varuhi galaksije med vrhunsko bitko na Xandarju.[21]

- Spodnja stran mostu iz Southbanka
- Most Millennium in reka Temza, pogled proti severu
- Prikaz sistema obešanja kabla
- Pogled proti vzhodu z mostu Millenium